# Sarawak Bahagia
Sarawak Bahagia là bang ca của Sarawak từ năm 1973 đến năm 1988. Nó thay thế bài bang ca trước "Fair Land Sarawak" nhưng bị thay thế bởi "Ibu Pertiwiku", bài bang ca hiện tại.

## Lời
| Tiếng Mã Lai | Tiếng Việt |
| --- | --- |
| Sarawak negeriku berdaulat merdeka Rakyatnya hidup teguh bersatu pedu Semua berazam terus berkhidmat pada negara Sentiasa maju pertiwi Bahagialah tanah airku Sarawak negeri yang ku cinta ku puja Untukmu ku rela korban jiwa raga Abadikan Sarawak Ya Tuhan dalam Malaysia | Sarawak, vùng đất của ta, có chủ quyền và tự do Nơi nhân dân sống đoàn kết Tất cả đều sẵn sàng để phục vụ đất nước Quê hương ta luôn tiến bộ Hãy hạnh phúc quê hương ta Sarawak, vùng đất ta yêu và ngưỡng mộ Ta sẽ hiến tặng cuộc sống này cho Người Mong Chúa giữ lại Sarawak trong Malaysia |